# 島田雄三 (プロデューサー)
島田 雄三（しまだ ゆうぞう）は音楽プロデューサー、ディレクター。1948年生まれ。東京都出身。中森明菜をはじめ、森高千里、田村直美、ACOなど、主に女性アイドルや女性アーティストのプロデュースを数多く担当している。

## 人物・来歴
学生時代からフォークデュオ ″ケンと雄三″ のメンバーとして活躍し、ピーター・ポール&マリーなどの曲をコピーするほかオリジナル曲も演奏し、森山良子のツアーの前座を務めたこともあった。フォークデュオではあったものの、一番影響を受けた音楽はロックであり、ビートルズやクイーンの曲をよく聴いていたという。1968年に日本コロムビアから「別れ道」、1970年にRCAから「こどもの日は遠く」が発売された後、1971年には当時創立されて間もなかったワーナー・パイオニアに1期生として入社する。ディレクターとして初めてのヒット曲は、1974年8月に発売された徳久広司のデビューシングル「北へ帰ろう」（オリコン4位）。1980年代に入ってからは、ワーナー・パイオニア所属のアーティストである中森明菜や森高千里のディレクターを務めた。1994年にワーナー・パイオニアを退社してからは、田村直美、ACOなどのアーティストのプロデュースを担当している。
1983年と1985年には、日本レコードセールス大賞のディレクター部門で1位を獲得した。
2005年、自身が代表取締役となり、音楽事務所アヘッドミュージックコミュニケーションズ(AMC)を立ち上げた。先崎綾(現在は、なぎさ綾)や折本七子、熊崎玲奈らが所属し、YouTubeなどの動画Webサイト上でプロモーション活動を行わせるプロジェクトを行っている。

## 主なアーティストプロデュース
- 中森明菜
- 森高千里
- 田村直美
- ACO

## 著書
- 『オマージュ〈賛歌〉to 中森明菜』（濱口英樹との共著）シンコーミュージック・エンタテイメント（2023年1月）。ISBN 978-4-579-20593-6。

## 参考資料
- 濱口英樹『ヒットソングを創った男たち 歌謡曲黄金時代の仕掛人』シンコーミュージック・エンタテイメント、2018年12月。ISBN 978-4401652532。